# Quico, el progre
Quico, el progre es una tira de prensa creada por J.L. Martín para El Periódico de Catalunya en 1978, adaptada a serie de televisión del canal autonómico catalán TV3 en 1992. Quico era un hombre que había sido joven, universitario y revolucionario a principios de los años setenta. En los años ochenta ya casado y con hijos, le crece la barriga y se dedica a ganar dinero. La serie es un reflejo de las contradicciones y el desconcierto de toda una generación. Las tiras de Quico reaparecieron en 2017 con el nombre de Quico Jubilata.

## Trayectoria editorial
La tira cómica se publicó entre 1978 y 1989 en El Periódico de Catalunya. También apareció en El Jueves, JAuJA (1982) y La Oca (1985).
La tira se ha recopilado en álbumes monográficos:
- 1980 Ya estás un poco carroza, Quico (Planeta: Fábula, núm. 80);
- 1982 Te estás quedando calvo, Quico (Planeta: Fábula, num. 109);
- 1983 Has engordado, Quico (Planeta: Fábula, núm. 133);[4]
- 1984 No estás en forma, Quico (Planeta: Fábula, núm. 151);
- 1985 Quico, el Progre (El Jueves: El humor no ciega tus ojos);
- 1988 Quico es así (B: Quico, el Progre, núm. 1);
- 1988 No eres moderno, Quico (B: Quico, el Progre, núm. 2);
- 1989 No fumes, Quico (B: Quico, el Progre, núm. 3);
- 1989 Quico quiere ser feliz (B: Quico, el Progre, núm. 4);
- 1990 ¡Cómo pasa el tiempo, Quico! (B: Quico, el Progre, núm. 5);
- 1990 ¡Cómo pasa el tiempo, Quico (B: Quico, el Progre, núm. 6).[4]

## Adaptación a otros medios
Entre 1992 y 1995 se produjo una serie de televisión en imagen real, con Ferran Rañé en el papel de Quico el progre.